# Hr XXL
hr XXL war vom 5. Januar 1998 bis 31. Dezember 2003 die Jugendwelle des Hessischen Rundfunks (hr). Sie entstand als eines der vier „plus-Programme“ der Rundfunkanstalt zunächst als Ergänzung zum „Hauptprogramm“ hr3. Dies war auch daran erkennbar, dass diverse Zeitstrecken auf beiden Wellen ausgestrahlt wurden und der Name „hr XXL“ sich von der früheren hr3-Sendung „XXL“ ableitete. Schnell wurde der Sender aber zu einem eigenständigen Programm ausgebaut.
Anfangs lag der Schwerpunkt bei elektronischer Musik, was auch durch die Übernahme der hr3 Clubnight bemerkbar war, später bestand das Programm aus einem ausgewogeneren Mix alternativer Musik.
Am Osterwochenende wurde jährlich ein hr XXL-Ostermarsch veranstaltet, der rund um die Uhr Live- und DJ-Sets verschiedener Musik-Stilrichtungen, wie z. B. Hip-Hop, House und Electro, spielte.
Obwohl es sich um einen öffentlich-rechtlichen Sender handelte, waren die Quoten für den hr jedoch nicht zufriedenstellend. Zum Jahresende 2003 wurde die Bezeichnung hr XXL im Rahmen eines Relaunch aufgegeben und das hr-Jugendprogramm unter der Marke You FM fortgeführt. Eine der offiziellen Begründungen lautete, dass der Name „hr XXL“ trotz der mehrfach überarbeiteten Musikauswahl bei vielen Hörern noch immer mit elektronischer Musik assoziiert worden sei.